# Lepechinella campensis
Lepechinella campensis is een vlokreeftensoort uit de familie van de Atylidae. De wetenschappelijke naam van de soort is voor het eerst geldig gepubliceerd in 2009 door Sittrop & Serejo.